# 蒋浩康

蒋浩康（1935年3月—2019年10月15日），男，江苏武进人。北京航空航天大学能源与动力工程学院教授。研究领域为叶轮机械气动力学。

## 生平
1935年3月生。江苏武进人。1953年考入北京航空学院发动机设计专业学习，是北航成立后的第一批学生。1980年至1983年前往英国克兰菲尔德大学做访问学者。回国后被航空工业部评为“有突出贡献回国留学人员”，享受国务院政府特殊津贴。2019年10月15日在成都去世。

## 科研
蒋浩康和陈矛章、徐力平等设计了航空发动机试验室低速大尺寸压气机试验台，1993年获国家科技进步一等奖。